# Whiteodendron
Whiteodendron é um género botânico pertencente à família Myrtaceae.